# Lausson

Lausson herb szlachecki w stylizacji Tadeusza Gajla

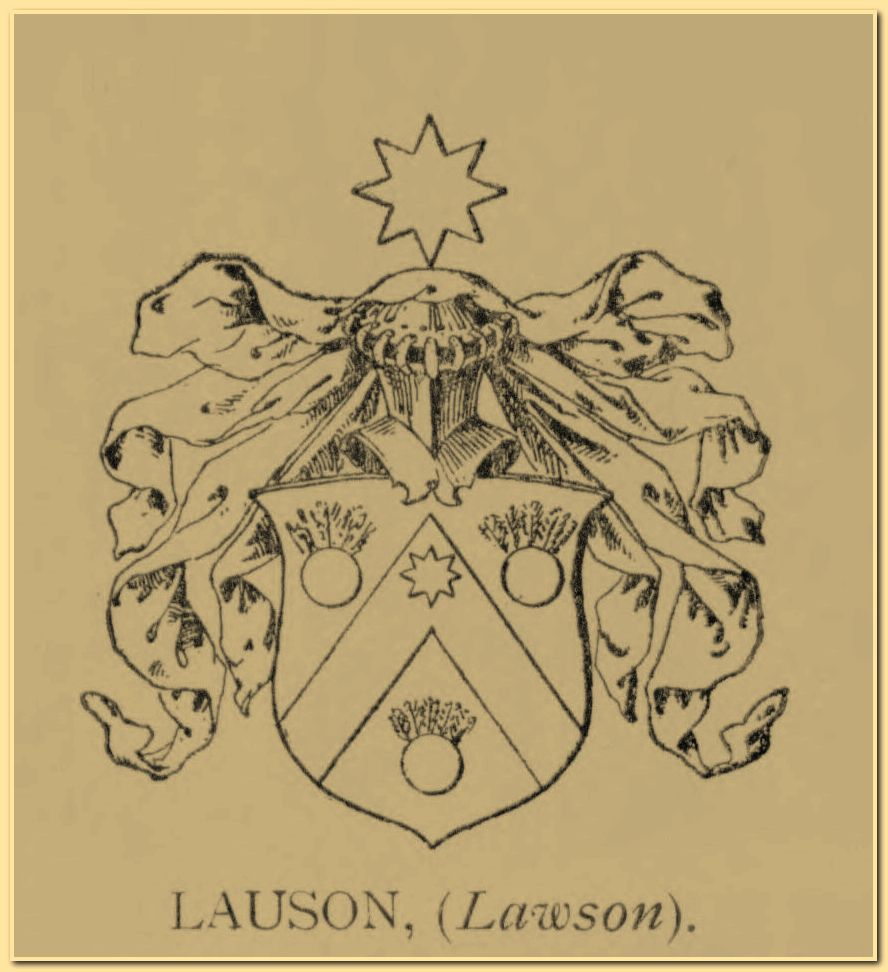
Lausson herb szlachecki według Juliusza Ostrowskiego

Lausson (Laussen, Lawsen) − polski  herb szlachecki, herb własny z indygenatu.

## Opis herbu
Opis herbu z Księgi herbowej rodów polskich Juliusza Ostrowskiego:

W polu barwy niewiadomej - między trzema bombami czy wolantanami krokiew z ośmioprómienną gwiazdą na swoim szczycie – Nad hełmem z labrami gwiazda ośmiopromienna

## Wzmianki heraldyczne
Herb pochodzenia angielskiego. W 1685 za króla Jana III Sobieskiego,  na sejmie bracia Lausson, Jan (kapitan) i Jakub (porucznik), oficerowie artylerii koronnej otrzymali potwierdzenie szlachectwa (indygenat).

## Herbowni
Jedna rodzina herbownych (herb własny):
Lausson (Laussen, Lawsen).